# Jorge Guerricaechevarría
Jorge Guerricaechevarría, anche noto come Guerrica (Avilés, 10 luglio 1965), è uno sceneggiatore spagnolo.

## Biografia
Nato ad Avilés nelle Asturie, Guerricaechevarría è un prolifico sceneggiatore del cinema spagnolo, noto per la sua collaborazione con i registi Álex de la Iglesia e Daniel Monzón. È stato co-sceneggiatore di Carne trémula di Pedro Almodóvar.
Nel corso della sua carriera ha ricevuto sette candidature al premio Goya, vincendo il premio per la miglior sceneggiatura non originale di Cella 211, basato sull'omonimo romanzo di Francisco Pérez Gandul.

## Filmografia

### Sceneggiatore
- Azione mutante (Acción mutante), regia di Álex de la Iglesia (1993)
- Il giorno della bestia (El día de la bestia), regia di Álex de la Iglesia (1995)
- Carne trémula, regia di Pedro Almodóvar (1997)
- Perdita Durango, regia di Álex de la Iglesia (1997)
- Muertos de risa, regia di Álex de la Iglesia (1999)
- La comunidad - Intrigo all'ultimo piano (La comunidad), regia di Álex de la Iglesia (2000)
- Juego de luna, regia di Mónica Laguna (2001)
- Nos miran, regia di Norberto López Amado (2002)
- El robo más grande jamás contado, regia di Daniel Monzón (2002)
- 800 balas, regia di Álex de la Iglesia (2002)
- Platillos volantes, regia di Óscar Aibar (2003)
- Crimen perfecto - Finché morte non li separi (Crimen Ferpecto), regia di Álex de la Iglesia (2004)
- The Kovak Box - Controllo mentale (The Kovak Box), regia di Daniel Monzón (2006)
- La stanza del bambino (La habitación del niño) – film TV, regia di Álex de la Iglesia (2006)
- Oxford Murders - Teorema di un delitto (The Oxford Murders), regia di Álex de la Iglesia (2008)
- Cella 211 (Celda 211), regia di Daniel Monzón (2009)
- Fin, regia di Jorge Torregrossa (2012)
- Le streghe son tornate (Las brujas de Zugarramurdi), regia di Álex de la Iglesia (2013)
- El Niño, regia di Daniel Monzón (2014)
- Mi gran noche, regia di Álex de la Iglesia (2015)
- Box 314 - La rapina di Valencia (Cien años de perdón), regia di Daniel Calparsoro (2016)
- El bar, regia di Álex de la Iglesia (2017)
- Perfectos desconocidos, regia di Álex de la Iglesia (2017)
- Il quaderno di Sara (El cuaderno de Sara), regia di Norberto López Amado (2018)
- L'avvertimento (El aviso), regia di Daniel Calparsoro (2018)
- Yucatán, regia di Daniel Monzón (2018)
- Occhio per occhio (Quien a hierro mata), regia di Paco Plaza (2019)
- Hasta el cielo, regia di Daniel Calparsoro (2020)
- Veneciafrenia - Follia e morte a Venezia (Veneciafrenia), regia di Álex de la Iglesia (2022)

## Riconoscimenti
- Premio Goya
  - 1996 – Candidatura per la Miglior sceneggiatura originale per Il giorno della bestia
  - 2001 – Candidatura per la Miglior sceneggiatura originale per La comunidad – Intrigo all'ultimo piano
  - 2009 – Candidatura per la Miglior sceneggiatura non originale per Oxford Murders – Teorema di un delitto
  - 2010 – Miglior sceneggiatura non originale per Cella 211
  - 2013 – Candidatura per la Miglior sceneggiatura non originale per Fin
  - 2015 – Candidatura per la Miglior sceneggiatura originale per El Niño
  - 2017 – Candidatura per la Miglior sceneggiatura originale per Box 314 – La rapina di Valencia